# 얼굴 남성화 수술
얼굴 남성화 수술(facial masculinization surgery; FMS) 또는 안면 남성화 수술(顔面男性化手術)이란 여성의 얼굴 특징을 남성의 얼굴과 유사하게 만드는 재건 수술들을 통칭함이다.
얼굴은 2차 성징의 요소를 포함하고 있기 때문에 남자 얼굴과 여자 얼굴은 보면 바로 구분할 수 있다.

## 역사
20세기부터 트랜스남성이 얼굴 남성화 수술을 요구해 왔지만, 얼굴 여성화 수술보다 훨씬 덜 시행되고 있다. 비뇨기과 의사 Miriam Hadj-Moussa는 "트랜스남성은 남성호르몬 치료를 통해 수염이 자라기 때문에 원하는 성별로 보이는 것이 쉬워서, 얼굴 남성화 수술을 받는 사람이 드물다" 고 언급했다.

## 수술
얼굴 여성화 수술은 뼈를 깎는 대신, 남성화 수술에서는 얼굴삽입물(Facial implant)을 통해 뼈처럼 보이는 삽입물을 이식한다.

## 같이 보기
- 트랜스젠더